# Xanthoxena imitans
Xanthoxena imitans là một loài bướm đêm trong họ Geometridae.